# サラ・マイルズ
サラ・マイルズ（Sarah Miles, 1941年12月31日 - ）は、イギリスの女優。イングランド東部のエセックス出身。

## 来歴
1965年の国際キャストが揃った『素晴らしきヒコーキ野郎』で石原裕次郎と共演。1970年のデヴィッド・リーン監督の『ライアンの娘』ではアカデミー主演女優賞にノミネートされた。1976年にはイギリスで映画化された三島由紀夫原作の『午後の曳航』に出演している。
劇作家のロバート・ボルトとは2度結婚し、1995年に死別した。

## 出演作品

### 映画
- 可愛い妖精 Term of Trial （1962年）
- 召使 The Servant （1963年）
- 脱走計画 The Ceremony （1963年）
- 素晴らしきヒコーキ野郎 Those Magnificent Men in Their Flying Machines （1965年）
- Time Lost and Time Remembered （1965年）
- 欲望 Blowup （1966年）
- ライアンの娘 Ryan's Daughter （1970年）
- レディ・カロライン Lady Caroline Lamb （1972年）
- The Hireling （1973年）
- キャット・ダンシング The Man Who Loved Cat Dancing （1973年）
- Bride to Be （1975年）
- 午後の曳航 The Sailor Who Fell from Grace with the Sea （1976年）
- 大いなる眠り The Big Sleep （1978年） - 日本未公開
- Priest of Love （1981年）
- 恐るべき訪問者 Venom （1982年）
- ドーバー海峡殺人事件 Ordeal by Innocence （1984年）
- スチームバス/女たちの夢 Steaming （1985年） - 日本未公開
- 戦場の小さな天使たち Hope and Glory （1987年）
- 白い炎の女 White Mischief （1987年）
- 巨人と青年 The Silent Touch （1993年）
- Days of Grace （2001年）
- Jurij （2001年）
- The Accidental Detective （2003年）